# Haven (Star Trek: The Next Generation)
"Haven" é o décimo primeiro episódio da primeira temporada da série de ficção científica estadunidense Star Trek: The Next Generation. Foi exibido pela primeira vez nos Estados Unidos por redifusão em 30 de novembro de 1987, tendo sido dirigido por Richard Compton e escrito por Tracy Tormé a partir de uma história sua e de Lan O'Kun. The Next Generation se passa no século XXIV e acompanha as aventuras da tripulação da nave estelar USS Enterprise-D. Neste episódio, Deanna Troi lida com seu casamento arranjado enquanto a Enterprise encontra uma nave cheia de pessoas infectadas com um vírus.
A história original foi concebida por O'Kun e estava prestes a ser cortada da série por ser considerada muito ruim quando foi reescrita por Tormé, que mesmo assim ficou insatisfeito com o resultado final. "Haven" marcou a estreia da atriz Majel Barrett em The Next Generation como Lwaxana Troi, a mãe de Deanna Troi, papel recorrente que ela interpretou em um episódio de quase todas as temporadas da série. "Haven" teve uma audiência relativamente baixa para os padrões da série e a recepção da crítica especializada foi mista, com tanto o roteiro quanto a atuação de Barrett sendo elogiados e também criticados.

## Enredo
A conselheira Deanna Troi é chamada por sua mãe Lwaxana Troi ao planeta Haven. Quando ainda era uma criança, Troi entrou em um acordo de casamento arranjado com o jovem médico humano Wyatt Miller, com os pais deste tendo procurado Lwaxana para forçar o casamento previamente arranjado. Lwaxana e os Miller sobem a bordo da USS Enterprise, com Troi e Miller procurando se conhecerem melhor depois de anos afastados. Entretanto, apesar de se afeiçoar a Miller, ela enfrenta dificuldades porque ainda está apaixonada pelo comandante William Riker. Miller revela que teve vários sonhos com outra mulher que ele acredita ser apaixonado, tendo inicialmente acreditado que era Troi se comunicando telepaticamente com ele.
A Enterprise descobre uma nave desconhecida aproximando-se de Haven, com o capitão Jean-Luc Picard a reconhecendo como uma nave tareliana, uma espécie que acreditava-se ter sido extinta por um vírus altamente contagioso. A bordo estão refugiados tarelianos querendo encontrar um local isolado para viverem em paz. Picard insiste que não pode permitir que eles desçam em Haven por temor de espalharem seu vírus. Miller reconhece uma das tarelianas como a mulher de seus sonhos e se teletransporta para a nave junto com suprimentos médicos. Miller afirma para todos que sabia que esse seria seu destino e está feliz em tentar encontrar uma cura para os tarelianos. A nave então parte para procurar ajuda em outro lugar.

## Produção
O enredo original de "Haven" foi enviado por Lan O'Kun sob o nome "Love Beyond Time and Space", porém em algum momento a história foi renomeada para "Eye of the Beholder". A história estava prestes a ser descarada quando foi entregue a Tracy Tormé para ser reescrita. Este depois descreveu a situação como "sem perdas", pois achou que o roteiro de O'Kun era tão ruim que qualquer coisa seria uma melhora. Tormé alterou o tom mais sério original para algo mais cômico, mas boa parte dos elementos de comédia foram cortados antes das filmagens. Ele não gostou do resultado final, dizendo "Ainda é um dos meus programas menos favoritos dos quais participei". Tormé foi recrutado como editor de histórias executivo de Star Trek: The Next Generation por causa do seu trabalho neste episódio.
"Haven" foi dirigido por Richard Compton, que tinha atuado no episódio "The Doomsday Machine" de Star Trek: The Original Series. As filmagens começaram exatamente vinte anos depois de Compton ter filmado suas cenas em "The Doomsday Machine". A trilha sonora foi composta por Dennis McCarthy, porém o produtor supervisor Rick Berman detestou a música de tal maneira que McCarthy achou que seria demitido. "Haven" foi o quinto episódio a ser filmado, porém o décimo primeiro a ser exibido.
Este episódio marcou a estreia de Majel Barrett como Lwaxana Troi em The Next Generation. Ela tinha anteriormente interpretado Número Um em "The Cage", o primeiro piloto de The Original Series, e a enfermeira Christine Chapel na mesma série e em seus filmes. Barrett reapareceria como Lwaxana uma vez em quase todas as temporadas de The Next Generation. Carel Struycken fez sua primeira aparição como Homn, também sendo a única vez em que tem uma fala. Robert Ellenstein interpretou Steven Miller, tendo antes interpretado o presidente da Federação dos Planetas Unidos em Star Trek IV: The Voyage Home. Armin Shimerman apareceu como o rosto da caixa de presentes betazoide; "Haven" foi sua primeira participação filmada em The Next Generation, mas sua primeira aparição transmitida foi como Letek em "The Last Outpost". Ele reapareceria como Bractor em "Peak Performance" da segunda temporada antes de ser escolhido para interpretar Quark, um dos personagens principais de Star Trek: Deep Space Nine.
A nave espacial tareliana foi criada pelo ilustrador Andrew Probert. Ele queria que a aparência da nave fosse diferente e inicialmente colocou os motores na frente, porém mesmo assim teve problemas com o desenho até se consultar com o produtor executivo Gene Roddenberry, o criador de The Next Generation, que lhe disse para colocar o motor no meio e construir a nave ao seu redor. A nave tareliana acabou se tornando uma das favoritas de Probert, parcialmente por causa de sua colaboração com Roddenberry.

## Repercussão

### Audiência
"Haven" foi exibido pela primeira vez nos Estados Unidos por redifusão na semana que começou em 30 de novembro de 1987. Teve um índice Nielsen de 10,3, refletindo a porcentagem das residências que assistiram ao episódio na primeira exibição. Foi a pior audiência da série desde "The Last Outpost", seis episódios antes.

### Crítica
O ator Wil Wheaton, o intérprete de Wesley Crusher, avaliou o episódio décadas depois para a AOL TV e gostou do resultado final, dizendo que "este poderia ter sido um episódio absolutamente terrível de 'casamento forçado' que era tão previsível quanto tedioso, mas o roteiro de [Tormé], auxiliado por um elenco convidado muito bom e grandes atuações de todos os envolvidos, fez dele um dos melhores episódios da primeira temporada". Por outro lado, James Hunt da Den of Geek teve uma opinião principalmente negativa, afirmando que os "episódios de Troi costumam testar a paciência até mesmo do mais dedicado fã de [Star Trek]", porém mesmo assim destacou que "Haven" foi a primeira vez que a série conseguiu "executar direito a ideia que episódios de [The Next Generation] podem ter um enredo A e B que se encaixam perfeitamente no ato final".
Keith R. A. DeCandido da Reactor descreveu o episódio como "doloroso de se assistir" e um em que "todos os piores clichês de programas de TV de ficção científica estão em evidência". Ele creditou os valores sexistas e datados do enredo em que Troi seria forçada a deixar a Enterprise para ficar com Miller. Por outro lado, ele elogiou a atuação de Barrett, descrevendo-a como "sempre radiante" e a "salvadora do episódio". Já Zack Handlen da The A.V. Club achou que Barrett estava "agonizante" e que o episódio estava cheio de ideias "preguiçosas" e "inacabadas". R. L. Shaffer da IGN achou que "Haven" era um episódio "Lento, ilógico, tolo e artificial além da razão".

## Mídia caseira
A primeira vez que "Haven" foi disponibilizado em mídia caseira foi em 1 de abril de 1992 quando foi lançado no formato VHS nos Estados Unidos e Canadá. Foi lançado em LaserDisc no Japão em 10 de junho de 1995 como parte da coleção da primeira metade da primeira temporada. Foi lançado em DVD em 26 de março de 2002 como parte da coleção completa da primeira temporada. Foi remasterizado e lançado em Blu-ray em 24 de julho de 2012 como parte da coleção da primeira temporada.